# 北京农业机械化研究所
北京农业机械化研究所是1978年国家批准成立的一个农业科学研究单位，1983年将中国农业机械化科学研究院合并，由机械电子工业部和农业部领导。主要负责各地区农业机械化可行性、机器系统、各种储藏运输设备、农机运用维修、与国外交流等方面的研究。
该所设有农业生产过程机械化、多种经营机械化、工厂化农业、维护修理、技术经济和技术情报7个研究室。2000年后完成科技企业转型。有成果获部级科技成果奖。